# T-X 教練機計畫

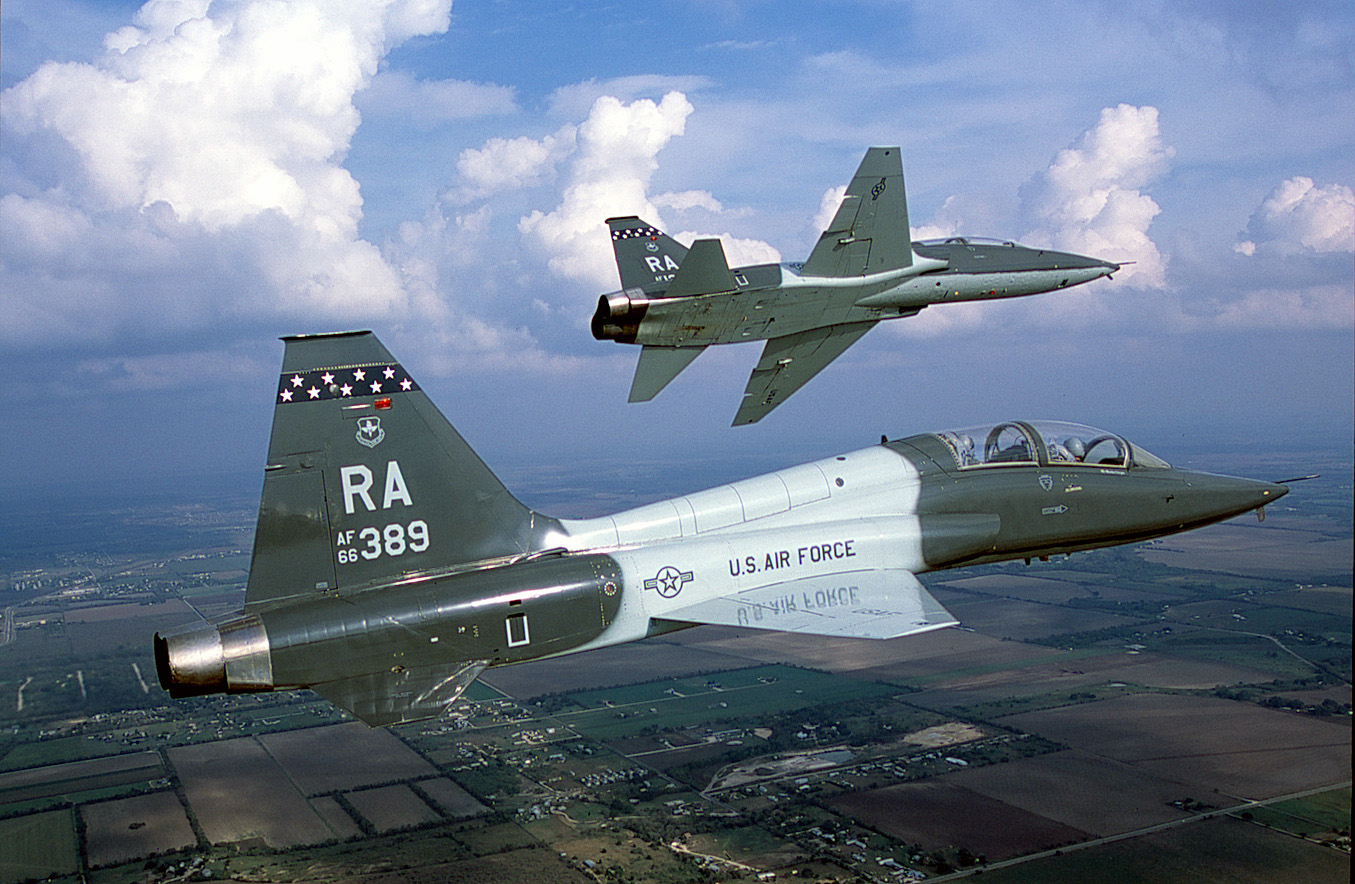
空拍的美國空軍T-38 Talon教練機，就是即將被T-X計畫所取代的機種

T-X教練機計畫是美國空軍為了取代已服役四十餘年的諾斯諾普T-38教練機所訂定的新型教練機採購競標專案，得標廠商可獲取，預計要採購至少350架新型教練機，採購總數並有望達到1000架的訂單。
由於美軍的軍品也常被盟國所採購，因此此專案也成為近年少數的軍機大餅，引來各家廠商躍躍欲試。
計畫原定於2017年起開始汰換T-38，規劃進入初始服役階段為2023年度。
2018年9月27日美國國防部宣布由美國波音與瑞典紳寶合作研製的T-X（T-7A紅鷹）教練機得標。共計畫採購351架，與46個飛行模擬器，預計花費成本為92億美元。
2021年10月美國空軍近日再度發出採購高級教練機的系統資訊需求書，2018 年採購 351 架T-7 紅鷹式高級教練機後，再度發出採購需求，這次預計至少採購 100 架高級教練機，以全面替換服役達 50 年的 T-38。空軍再度發出進階戰術教練機（Advanced Tactical Trainer）系統資訊需求書（Request For Information，RFI）。空軍空戰司令部（Air Combat Command，ACC）2020年公布的全新飛行員訓練計畫，新教練機必須比傳統高級教練機執行更多訓練項目，包括武器掛點、雷達、電戰和 IRST 紅外線偵察追蹤莢艙等。

## 歷史沿革

### 競標
競爭廠商
- 波音／紳寶：T-7A紅鷹(波音T-X) [7](得標)
- 洛克希德·馬丁／韓國航空宇宙產業：T50A
- 李奧納多/美國雷神公司：T-100

退出的競爭廠商
- 諾斯洛普／英國航太系統
- Textron AirLand Scorpion [8]
- Stavatti Javelin [9]
- Sierra Nevada Corporation／Turkish Aerospace Industries

## 外部連結
- T-X Competition Fierce Despite GD, Alenia Split（页面存档备份，存于）
- USAF postpones T-X trainer industry day（页面存档备份，存于）
- Lockheed's T-50A Lifts Off for First Time Ahead of T-X Competition